# Salzlandkreis
Salzlandkreis is een Landkreis in de deelstaat Saksen-Anhalt. Het is tijdens de tweede herindeling van Saksen-Anhalt op 1 juli 2007 ontstaan door een fusie van de oude Landkreisen Aschersleben-Staßfurt (met uitzondering van Falkenstein/Harz), Bernburg en Schönebeck. De Landkreis telt 187.457 inwoners (31 december 2020) op een oppervlakte van 1.426,76 km². De Kreisstadt is Bernburg.
De naam Salzlandkreis  slaat op de in o.a. Staßfurt sedert de 19e eeuw grootschalige winning en verdere industriële  verwerking van zout, vooral kalizout, maar ook wel keukenzout.

## Steden en gemeenten
De Salzlandkreis is bestuurlijk in de volgende steden en gemeenten onderverdeeld (Inwoners op 31-12-2020):
| Eenheidsgemeenten 1. Aschersleben Stad (26.737) 2. Barby Stad (8.226) 3. Bernburg (Saale) Stad (32.257) 4. Bördeland (7.529) 5. Calbe (Saale) Stad (8.299) 6. Hecklingen Stad (6.877) 7. Könnern Stad (8.241) 8. Nienburg (Saale) Stad (6.104) 9. Schönebeck (Elbe) Stad (30.387) 10. Seeland Stad (7.796) 11. Staßfurt Stad (24.618) |

Verbandsgemeinden met deelnemende gemeenten
* = Bestuurscentrum van de Verbandsgemeinde
| - 1. Verbandsgemeinde Egelner Mulde 1. Bördeaue (1.785) 2. Börde-Hakel (3.008) 3. Borne (1.177) 4. Egeln, Stad * (3.200) 5. Wolmirsleben (1.303) | - 2. Verbandsgemeinde Saale-Wipper 1. Alsleben (Saale), Stad (2.552) 2. Giersleben (980) 3. Güsten, Stad * (4.074) 4. Ilberstedt (1.034) 5. Plötzkau (1.273) |

Alsleben (Saale) ·
Aschersleben ·
Barby ·
Bernburg (Saale) ·
Bördeaue ·
Börde-Hakel ·
Bördeland ·
Borne ·
Calbe (Saale) ·
Egeln ·
Giersleben ·
Güsten ·
Hecklingen ·
Ilberstedt ·
Könnern ·
Nienburg (Saale) ·
Plötzkau ·
Schönebeck ·
Seeland ·
Staßfurt ·
Wolmirsleben